# Краснокутський повіт
Краснокутський повіт — адміністративно-територіальна одиниця Харківського намісництва Російської імперії. Адміністративним центром було м. Краснокутськ. Площа повіту — 151 270 десятин 1907 сажен.

## Географія
Повіт межував на півночі з Охтирським, на північному сході та сході з Богодухівським, а на південному сході з Валківським повітами Харківського намісництва. Також він межував на південному заході з Новосанжарським, а на заході з Зіньківським повітами Катеринославського намісництва.

## Історія
Повіт було утворено з частин Краснокутського, Богодуівського та Котелевського комісарств Охтирської провінції. Також у його відомство було передане російське населення, яке проживало у цих деяких поселеннях цих комісарств, і відносилось до Бєлгородського повіту Бєлгородської провінції Бєлгородської губернії.
1797 року повіт був ліквідований, і його територія увійшла до складу Охитирського та Богодухівського повітів Слобідсько-Української губернії. Пізніше повіт не був відновлений, а його центр — м. Краснокутськ було перетворено на заштатне місто Богодухівського повіту Слобідсько-Української, а з 1835 року — Харківської губернії.

## Населення
Станом на 1785 рік у повіті налічувалося 34 населених пункти, в тому числі 14 слобід, 9 села, 5 деревень та 6 хуторів.
У повіті проживало 38 715 осіб (19 425 чол. та 19 290 жін.).